# Raeville
Raeville – jednostka osadnicza w Stanach Zjednoczonych, w stanie Nebraska, w hrabstwie Boone.